# یله فن دم
یله فرانسوا ماریا فن دم (هلندی: Jelle François Maria Van Damme؛ زادهٔ ۱۰ اکتبر ۱۹۸۳) بازیکن فوتبال اهل بلژیک و عضو تیم ملی فوتبال بلژیک است که در تاریخ ۲۹ مارس ۲۰۰۳ میلادی اولین بازی ملی‌اش را برابر تیم ملی فوتبال کرواسی انجام داد. او در ۳۱ بازی ملی حضور داشته و جمعاً ۱۸۱۱ دقیقه برای تیم ملی فوتبال بلژیک به میدان رفته‌است. فن دم آخرین بازی ملی خود را در تاریخ ۱۴ اوت ۲۰۱۳ میلادی در برابر تیم ملی فوتبال فرانسه انجام داد. وی در بازی‌های ملی‌اش گلی به ثمر نرساند.